# 큰흙파는쥐속
큰흙파는쥐속 또는 큰주머니고퍼속(Orthogeomys)는 흙파는쥐과에 속하는 설치류 속이다. 멕시코와 중앙아메리카 그리고 콜롬비아에서 발견된다.

## 하위 종
| - 치리키흙파는쥐 (O. cavator) - 체리흙파는쥐 (O. cherriei) - 와하카흙파는쥐 (O. cuniculus) - 다리엔흙파는쥐 (O. dariensis) - 자이언트흙파는쥐 (O. grandis) - 이라수흙파는쥐 (O. heterodus) | - 센털흙파는쥐 (O. hispidus) - 큰흙파는쥐 (O. lanius) - 니카라과흙파는쥐 (O. matagalpae) - 탈러흙파는쥐 (O. thaeleri) - 언더우드흙파는쥐 (O. underwoodi) |